# Ring der Flieger
Im Ring der Flieger e. V. (auch „Fliegerring“ genannt) schlossen sich nach dem Ersten Weltkrieg diverse „kameradschaftliche Vereinigungen“ zusammen. Am 29. Oktober 1933 ging der Fliegerring im Deutschen Luftsportverband e. V. auf.
1923 gehörten dem Verein an:
- Nordbayrischer Luftfahrtverband
- Deutscher Luftflottenverein
- Verband deutscher Modell- und Segelflugvereine
- Mitteldeutscher Flugverband
- Aeroclub von Deutschland
- Kyffhäuserbund der Deutschen Landes-Krieger-Verbände
- Verband Deutscher Luftfahrzeug-Industrieller
- Vereinigter Deutscher Flugverband
- Deutsche Versuchsanstalt für Luftfahrt
- Deutscher Luftfahrer-Verband
- Bayrische Luftfahrtzentrale
- Bayerischer Aeroclub
- Automobil- und Flugtechnische Gesellschaft
- Deutscher Flugsport-Verband
- Bayerischer Fliegerklub
- Deutscher Verkehrsbund Abt. Luftfahr-Personal
- Wissenschaftliche Gesellschaft für Luftfahrt
- Klage der Flieger e. V.
- Versuchsanstalt für Luftfahrt

Ernst von Hoeppner, ehemaliger General der Kavallerie und Kommandierender General der Luftstreitkräfte (Kogenluft) im Ersten Weltkrieg, war bis zu seinem Tod (26. September 1922) Vereinsvorsitzender.
Sein Nachfolger wurde der frühere Inspekteur der Fliegertruppe, Generalleutnant a. D. Walter von Eberhardt. Geschäftsführer war Reichswehr-Oberleutnant Otto Fuchs (1897–1987).
Der Verein brachte sechsmal jährlich ein Mitteilungsblatt (1921–1926: Flieger-Ring-Nachrichtenblatt; 1927–1933: Die Luftwacht: Zeitschrift für das Weltflugwesen; Nachrichtenblatt des Rings der Flieger) heraus. Der Todestag des Jagdfliegers Oswald Boelcke (40 Luftsiege, gefallen 1916) am 28. Oktober war ab 1920 Anlass der Oswald-Boelcke-Gedenkfeier.
Nach der Wiedererlaubnis der sportlichen Motorfliegerei im Mai 1922 beteiligte sich der Ring der Flieger e. V. an der Organisation fliegerischer Veranstaltungen. Mit dem Deutschen Luftfahrt-Verband entschied er in den Jahren 1928 bis 1932 über den Vorschlag an den Reichspräsidenten zur Verleihung der höchsten Auszeichnung für einen deutschen Motorflieger, dem Hindenburg-Pokal.
Der Ring der Flieger e. V. errichtete mit dem mit Architekten Johannes Moßner auch das  Fliegerdenkmal auf der Wasserkuppe in der Rhön und weihte es am 30. August 1923 mit einer martialischen Feierstunde ein.
Nach dem Beginn der NS-Herrschaft wurde der Druck zur Gleichschaltung immer größer. Am 29. Oktober 1933 übergab Fritz Siebel, der letzte Vorsitzende, die einzige Standarte der Fliegertruppe aus dem Ersten Weltkrieg an den Präsidenten des organisierten, uniformen und uniformierten Deutschen Luftsportverband e. V., den Pour-le-Mérite-Flieger Bruno Lörzer. Dieser Tag gilt als das offizielle Ende des Fliegerrings.
H.F. Knoesch versuchte nach dem Zweiten Weltkrieg vergeblich eine Wiederbelebung des Fliegerrings.
Das „Ringhaus“ auf der Wasserkuppe, im ehemaligen Kasernenbereich, zeugt bis heute von der früheren Existenz des Vereins. Es wurde ebenfalls von Johannes Moßner geplant.